# Mackenzie, Missouri
Mackenzie är en ort i St. Louis County i delstaten Missouri, USA.